# Gianfranco Miglio

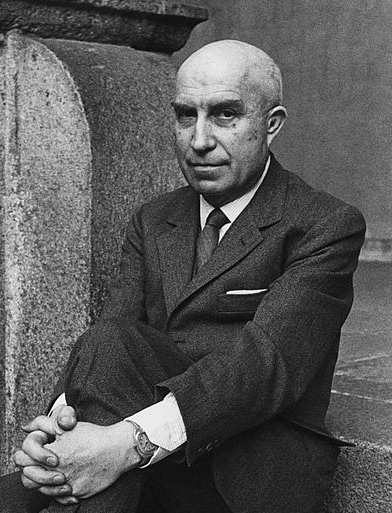
Gianfranco Miglio

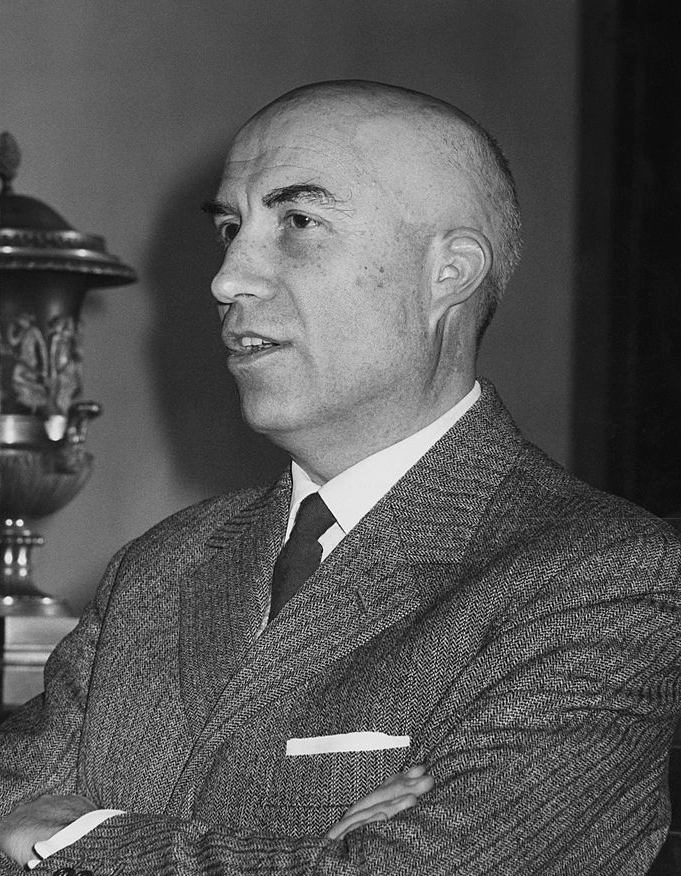
Gianfranco Miglio, 1969

Gianfranco Miglio (11 de enero de 1918, Como - 10 de agosto de 2001, Como) fue un jurista, politólogo y político italiano, fundador del Partito Federalista en 1994. Durante 30 años, presidió la Facultad de Ciencias Políticas de la Universidad Católica de Milán. Más tarde en su vida, fue elegido como miembro independiente del Parlamento para el Senado Italiano por Lega Nord. Los simpatizantes del partido de Umberto Bossi le llamaban Prufesùr (Profesor), un apodo lombardo que recuerda su papel de ideólogo.
Inspirado por Max Weber y Carl Schmitt, las obras de Miglio han analizado las estructuras de poder que prevalecen en la política, el parlamentarismo y las burocracias. Un defensor del federalismo, Miglio se volvió aún más radical en sus últimos años, pasando a una perspectiva confederal o incluso secesionista y libertaria, en parte debido a sus lecturas de Étienne de La Boétie y Henry David Thoreau.
Algunos de los trabajos de Miglio ha sido publicado en inglés por la revista TELOS, pero el grueso de su obra nunca se ha traducido del italiano.

## Libros

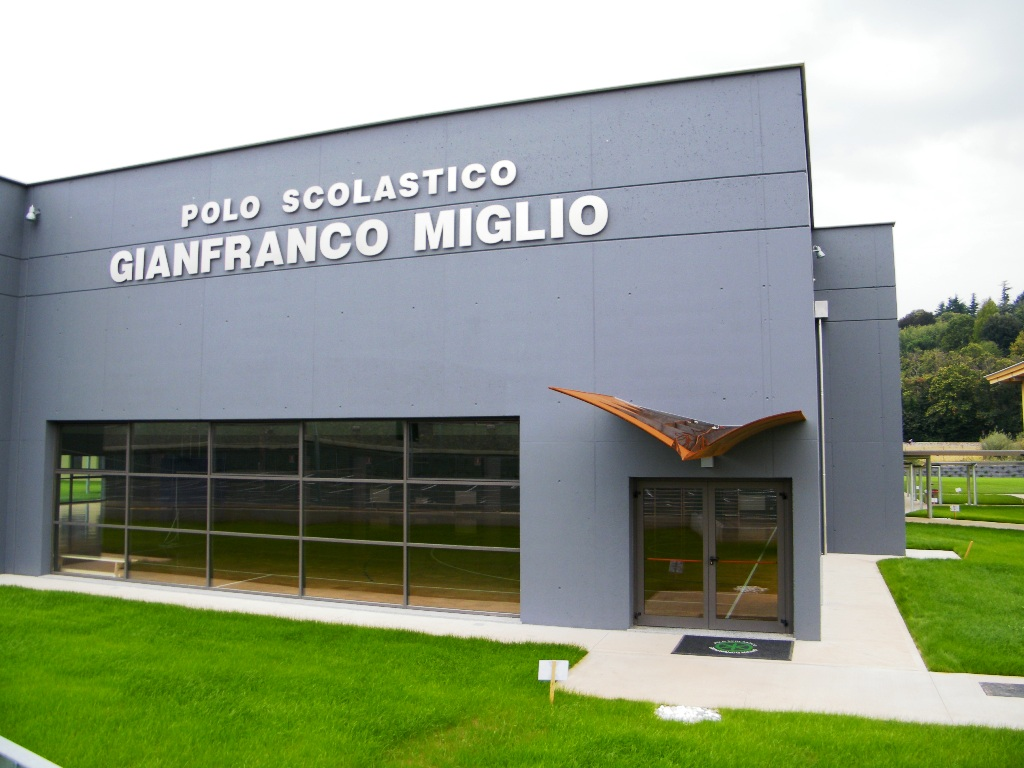
Escuela con el nombre de Gianfranco Miglio, en Adro.

- G. Miglio, I cattolici di fronte all'unità d'Italia, 1959.
- G. Miglio, L'amministrazione nella dinamica storica, 1961 in Storia, amministrazione e costituzione, Annale ISAP 2004.
- G. Miglio, Le trasformazioni dell'attuale regime politico, 1965.
- G. Miglio, Il ruolo del partito nella trasformazione del tipo di ordinamento politico vigente: il punto di vista della scienza della politica, Milano, 1967.
- G. Miglio, Le contraddizioni dello Stato unitario in Miglio – Benvenuti, L'unificazione amministrativa e i suoi protagonisti, Pubblicazione ISAP, Neri Pozza, Vicenza, 1969.
- G. Miglio, Rappresentanza e amministrazione nelle leggi del 1865 in Miglio – Benvenuti, L'unificazione amministrativa e i suoi protagonisti, Pubblicazione ISAP, Neri Pozza, Vicenza, 1969.
- G. Miglio, La trasformazione delle università e l'iniziativa privata, 1969.
- G. Miglio e P. Schiera, Le categorie del politico. Saggi di teoria politica, Il Mulino, Bologna, 1972.
- G. Miglio, La Valtellina: un modello possibile di integrazione economica e sociale, Quaderni Banca Piccolo Credito Valtellinese, n.1, Tipografia Bonazzi, Sondrio, 1978
- G. Miglio, Ricominciare dalla montagna Milano, Giuffrè, Milan, 1978
- G. Miglio, Genesi e trasformazioni del termine-concetto Stato, Vita e Pensiero, Milan, 1981
- G. Miglio, Guerra, pace, diritto: una ipotesi generale sulle regolarità del ciclo politico, Giuffrè, Milan, 1982
- G. Miglio, Una repubblica migliore per gli italiani, 1983
- G. Miglio, Le contraddizioni interne del sistema parlamentare integrale, 1984
- G. Miglio, Il nerbo e le briglie del potere: scritti brevi di critica politica 1945-1988, Milán, 1988
- G. Miglio, La regolarità della politica (2 vol.), Giuffrè, Milan, 1988
- G. Miglio, Una costituzione per i prossimi trent'anni, intervista a cura di Marcello Staglieno,  Laterza, Bari, 1990
- A. Buchanan, Secessione. Quando e perché un paese ha il diritto di dividersi, introduzione di G. Miglio, Mondadori, Milan, 1991
- G. Miglio, Come cambiare. Le mie riforme, Mondadori, Milan, 1992
- U. Bossi, D. Vimercati, Vento dal Nord: La mia Lega la mia vita, prefazione di G. Miglio, Sperling & Kupfer, Milan, 1992
- G. Oneto, Bandiere di libertà. Simboli e vessilli dei popoli dell'Italia settentrionale, introduzione di G. Miglio, Effedieffe, Milan, 1992
- U. Bossi, D. Vimercati, La Rivoluzione. La Lega: storia e idee, prefazione di G. Miglio, Sperling & Kupfer, Milan, 1993
- G. Miglio, H.D. Thoreau, Disobbedienza civile, Mondadori, Milano 1993
- G. Miglio (con Marcello Staglieno e Pierluigi Vercesi), Italia 1996: così è andata a finire, Mondadori, Milan, 1993
- G. Miglio, Io, Bossi e la Lega, Mondadori, Milan 1994
- G. Miglio, La Costituzione federale, Mondadori, collana Le Frecce, Milan, 1995
- G. Miglio, M. Veneziani, Padania, Italia. Lo Stato nazionale è soltanto in crisi o non è mai esistito?, Le Lettere, Florence, 1997
- G. Miglio, A. Barbera, Federalismo e secessione. Un dialogo, Mondatori, Milan 1997
- G. Miglio e Aa.Vv., Federalismi falsi e degenerati, Sperling & Kupfer, Milan, 1997
- M. Gozzi, G. Miglio, G.A. Zanoletti, Le barche a remi del Lario da trasporto, da guerra, da pesca, e da diporto, Leonardo Arte, Milan, 1999
- G. Miglio, L'asino di buridano, Neri Pozza, Vicenza, 1999
- G. Miglio, Lezioni di politica, two volumes, il Mulino, Bologna, 2011